# 서미지
서미지(1993년 1월 21일 ~ )는 대한민국의 배우이다. 2016년 영화 '귀향'으로 데뷔하였다.

## 출연작

### 영화
- 《경성학교: 사라진 소녀들》 (2015년) - 1기소녀 역
- 《풍도 가는길》 (2016년)
- 《귀향》 (2016년) - 영희 역
- 《귀향, 끝나지 않은 이야기》 (2017년) - 영희 역

### 드라마
- 《육룡이 나르샤》 (2015년, SBS)

## 수상
- 2016년 황금촬영상영화제 신인여우상[1]